# Život není jenom legrace (i když většinou ano)
Život není jenom legrace (i když většinou ano) (2007) je kniha povídek Jiřího Suchého, která vyšla u příležitosti festivalu Město čte knihu v Šumperku.
Obsahuje 21 povídek; starší, už publikované, i povídky nové. Na konci knihy je také zařazeno povídání Jak vznikaly písničky.

## Obsah
- Úvodem
- Dopis
- Ideální člověk
- Jen tři slabiky
- Mravenci
- Nahá
- Neobyčejný příběh
- Nepokradeš
- O těžkém životě plachého člověka
- Píseň doktora Smitha
- Pokojová květina
- Pravda o existenci Járy Cimrmana
- Proč mají v zoologické zahradě klokana
- Příběh avantgardního herce Knoblocha
- Slečna odnaproti
- Střela
- Svatební dary
- Štědrý den charakterního herce Zváry
- Úsměvy
- Vánoce
- Velikonoce Kamila Morávka
- Příloha – Jak vznikaly písničky